# Перелік ударів по житловій забудові під час російського вторгнення (жовтень 2022)
Удари по житловій забудові України під час російсько-української війни — воєнний злочин, скоєний російськими військовими під час повномасштабного військового вторгнення в Україну.
У переліку подано інформацію про удари по житловій та громадській забудові яка була опублікована у відкритих джерелах. Подано інформацію про атаки протягом жовтня 2022 року.

## Загальна інформація
Згідно моніторингової місії ООН з прав людини в Україні відомо про 317 загиблих цивільних українців протягом жовтня 2022 року.

### Руйнування населених пунктів прилеглих до лінії зіткнення
У населених пунктах які знаходяться біля лінії бойового зіткнення, постійно відбуваються обстріли житлової та іншої цивільної забудови (у тому числі медичних установ, навчальних закладів, комерційної забудови). Впродовж жовтня 2022 року, обстріли відбувалися вздовж прикордонних громад Чернігівщини, Сумщини, та Харківщини, а також громад Запорізької, Дніпропетровської, Херсонської та Миколаївської областей із використанням ракет, безпілотників, мінометів, артилерії, реактивних систем залпового вогню, вогнем бронетехніки та стрілецької зброї.
Вздовж державного кордону:
- У Чернігівській області — Корюківська, Новгород-Сіверська, Семенівська, Сновська громади.
- У Сумській області — Білопільська, Великописарівська, Глухівська, Краснопільська, Миропільська, Новослобідська, Путивльська, Хотінська, Юнаківська громади.
- У Харківській області — Вільхуватська, Вовчанська, Дворічанська, Дергачівська, Золочівська, Липецька громади

Між тимчасово окупованою територією:
- У Харківській області — Борівська, Дворічанська, Ізюмська, Кіндрашівська, Куп'янська, Курилівська, Оскільська, Петропавлівська громади
- У Луганській області — Красноріченська, Лисичанська громади
- У Донецькій області — Званівська, Сіверська громади
- У Запорізькій області —
- У Херсонській області —
- У Миколаївській області —

## Перелік
Червоним кольором позначені атаки у яких відомо про загибель людей.

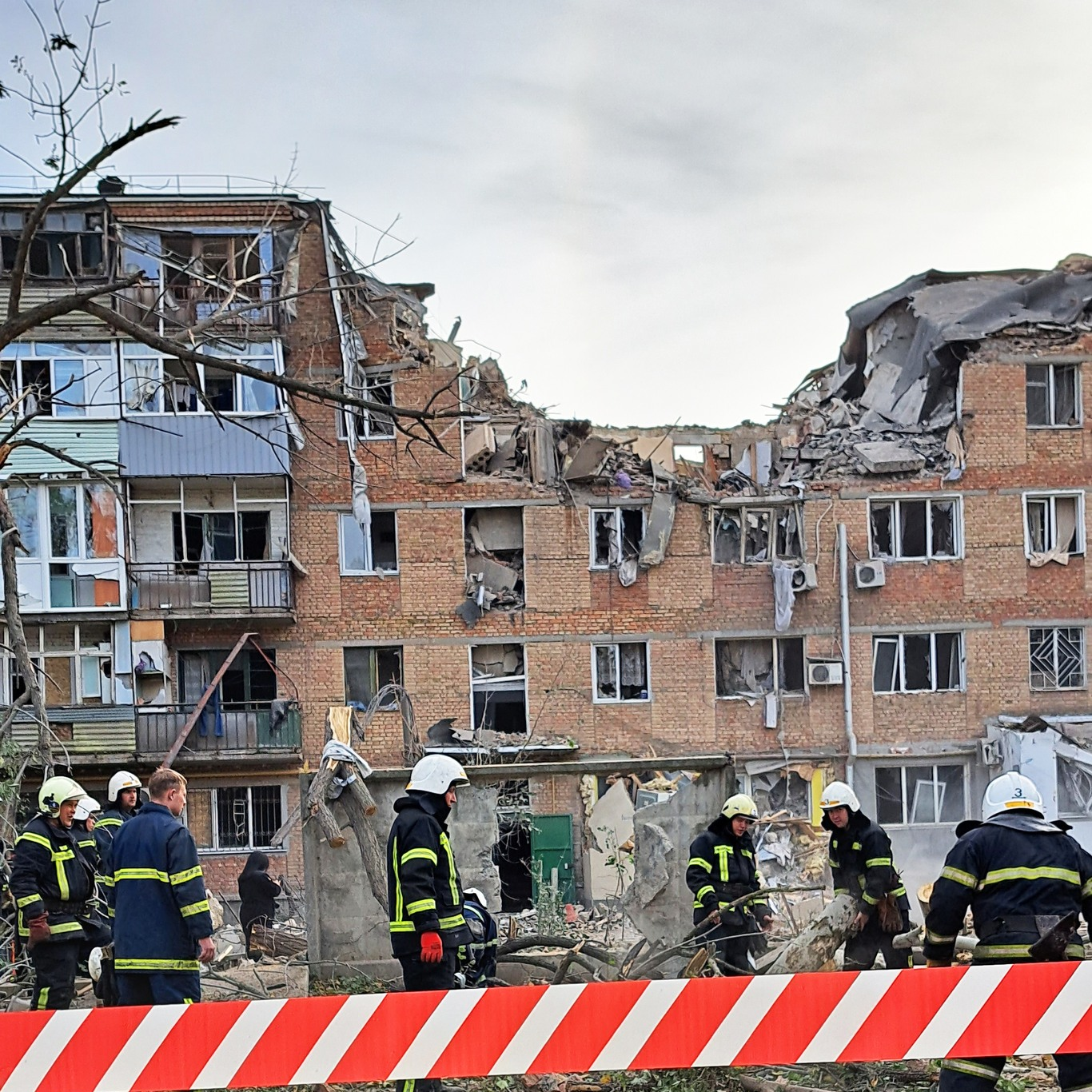
Житловий будинок у Миколаєві, зруйнований атакою 13 жовтня

| дата і місце                                      | дата і місце                      | тип зброї     | подробиці атаки, жертви (загиблі/поранені) | подробиці атаки, жертви (загиблі/поранені) |
| ------------------------------------------------- | --------------------------------- | ------------- | ------------------------------------------ | ------------------------------------------ |
| 01/10                                             | Херсонська обл., Нова Каховка     | ракетний удар | цивільна інфраструктура                    | —                                          |
| 01/10                                             | Миколаїв                          | С-300         | цивільна інфраструктура                    | —                                          |
| 02/10                                             | Миколаїв                          | С-300         | цивільна інфраструктура                    | 0/7                                        |
| 03/10                                             | Запоріжжя                         | С-300         | цивільна інфраструктура                    | —                                          |
| 04/10                                             | Донецька обл., Краматорськ        | ракетний удар | цивільна інфраструктура                    | 0/2                                        |
| 06/10                                             | Запоріжжя                         | ракетний удар | влучання у житлові багатоповерхівки        | 11/21                                      |
| 06/10                                             | Запоріжжя                         | ракетний удар | цивільна інфраструктура, повторний удар    | —                                          |
| 07/10                                             | Запоріжжя                         | С-300         | цивільна інфраструктура                    | —                                          |
| 08/10                                             | Харків                            | С-300         | цивільна інфраструктура                    | —                                          |
| 09/10                                             | Запоріжжя                         | С-300         | влучання у житлові багатоповерхівки        | 13/89                                      |
| Масований ракетний обстріл України 10 жовтня 2022 |                                   |               |                                            |                                            |
| 10/10                                             | Донецька обл., Словʼянськ         | С-300         | цивільна інфраструктура                    | 4/1                                        |
| 10/10                                             | Миколаїв                          | С-300         | цивільна інфраструктура                    | —                                          |
|                                                   |                                   |               |                                            |                                            |
| 11/10                                             | Запоріжжя                         | С-300         | цивільна інфраструктура                    | 1/0                                        |
| 12/10                                             | Запорізька обл.                   | С-300         | цивільна інфраструктура, пустир            | 0/3                                        |
| 13/10                                             | Миколаїв                          | С-300         | житловий будинок та цивільні об'єкти       | 8/0                                        |
| 14/10                                             | Харків                            | ракетний удар | цивільна інфраструктура                    | —                                          |
| 15/10                                             | Запоріжжя                         | ракетний удар | цивільна інфраструктура                    | —                                          |
| 16/10                                             | Запорізька обл., Пологівський р-н | ракетний удар | цивільна інфраструктура                    | —                                          |
| 17/10                                             | Київ                              | Shahed 136    | влучання трьох дронів у житловий будинок   | 4/0                                        |
| 18/10                                             | Миколаїв                          | С-300         | цивільна інфраструктура                    | —                                          |
| 20/10                                             | Миколаїв                          | С-300         | цивільна інфраструктура, пустир            | —                                          |
| 20/10                                             | Запорізька обл., Комишуваха       | С-300         | цивільна інфраструктура                    | —                                          |
| 21/10                                             | Запоріжжя                         | С-300         | цивільна інфраструктура                    | —                                          |
| Масований ракетний обстріл України 22 жовтня 2022 |                                   |               |                                            |                                            |
| 22/10                                             | Луцьк                             | ракетний удар | пошкоджено приватне житло                  | 0/1                                        |
|                                                   |                                   |               |                                            |                                            |
| 23/10                                             | Миколаїв                          | С-300         | цивільна інфраструктура                    | —                                          |
| 23/10                                             | Запорізька обл., Запорізький р-н  | С-300         | цивільна інфраструктура                    | —                                          |
| 23/10                                             | Запоріжжя                         | Shahed 136    | влучання у громадську будівлю              | —                                          |
| 24/10                                             | Харківська обл., Купʼянськ        | С-300         | цивільна інфраструктура                    | —                                          |
| 25/10                                             | Дніпро                            | Х-59          | удар по АЗС                                | 2/4                                        |
| 27/10                                             | Сумська обл., Сумський р-н        | артобстріл    | обстріли житлових будинків                 | —                                          |
| 28/10                                             | Миколаїв                          | С-300         | цивільна інфраструктура                    | 0/1                                        |
| Масований ракетний обстріл України 31 жовтня 2022 |                                   |               |                                            |                                            |
| 31/10                                             | Вінницька обл.                    | ракетний удар | ракета впала на цивільні об’єкти           | —                                          |
|                                                   |                                   |               |                                            |                                            |